# Октамасад
Октамасад (др.-греч. Ὀκταμασάδης; V век до н. э.) — скифский царь (приблизительно с 446 до н. э.), сын царя Ариапифа.

## Биография
Имя происходит от др.-иран. *Uxta-tama-šyāta- (с гаплологией) ‘счастливый в величайшей молве о себе’.
Октамасад пришёл к власти в Скифском царстве в результате династического переворота и последующей казни брата Скила. Родственник царя одрисов Ситалка. Возможно, что известный по Геродоту и нумизматическим материалам брат Октамасада Орик (Арих) был представителем первого в Ольвии скифского протектората.
Вероятно, именно при поддержке Октамасада и Ситалка к власти в Боспорском царстве в 438 году до н. э. пришёл Спарток I, после чего «нарастающая тенденция к усилению скифского протектората в Ольвии вдруг резко обрывается… власть снова переходит целиком в руки греческих тиранов». Судя по дальнейшему развитию событий, Боспорское царство среди эллинистических «партнеров» скифов занял доминирующее положение.
Такое же имя носил сын сын царя синдов Гекатея и представительницы правящей династии иксаматов Тиргатао, известный по вотивной эпиграмме из Лабриса.